# Alberto I di Brunswick-Lüneburg
Alberto I di Brunswick-Lüneburg (1236 – Braunschweig, 15 agosto 1279) fu duca di Braunschweig-Lüneburg dal 1252 fino alla morte.

## Biografia
Era figlio del duca Ottone I di Brunswick-Lüneburg e di sua moglie, Matilda del Brandeburgo.
Quando suo padre morì nel 1252, Alberto risultava il figlio maschio maggiore ancora in vita, e assunse il governo del ducato, dapprima da solo e poi congiuntamente al fratello minore Giovanni.
Nel 1267, Alberto e Giovanni decisero di dividersi il ducato. La divisione avvenne nel 1269: Alberto decise la ripartizione dei territori, mentre Giovanni scelse su quale delle due parti governare, lasciando l'altra al fratello. Ad Alberto spettò la parte meridionale tra cui Calenberg, Helmstedt, i monti Harz e Gottinga; Giovanni prese la parte settentrionale, comprese la regione di Lüneburg e la città di Hannover. La città di Braunschweig rimase invece indivisa.
Il 13 luglio 1254, a Braunschweig, Alberto sposò Elisabetta del Brabante, figlia del duca Enrico II di Brabante, che morì nel 1261 senza avergli dato figli. Si risposò a Kenilworth il 1º novembre 1263 con Alessia del Monferrato, figlia del marchese Bonifacio II del Monferrato.
Morì a Braunschweig il 15 agosto 1279 e gli successero i tre figli maggiori, che condivisero il ducato di Brunswick-Lüneburg fino al 1290, quando decisero di spartirsi i domini paterni, dando origine a tre linee separate della casa dei Welfen: i Welfen-Grubenhausen, i Welfen-Gottinga e i Welfen-Wolfenbüttel.

## Discendenza
Alberto ed Alessia ebbero sette figli:
- Enrico (1267-1322), duca di Brunswick-Lüneburg e principe di Grubenhagen;
- Alberto II (1268-1318), duca di Brunswick-Lüneburg e principe di Gottinga;
- Guglielmo I (1270-1292), duca di Brunswick-Lüneburg e principe di Wolfenbüttel;
- Ottone (1271-1345);
- Corrado (1273-1303), cavaliere teutonico;
- Lotario (1275-1335), gran maestro dell'ordine teutonico;
- Matilde (1276-1318), andata sposa ad Enrico III di Slesia-Glogau.

## Ascendenza
|                                 |                         |                          | Genitori                 |  |  | Nonni |  |  | Bisnonni        |  |  | Trisnonni           |  |
|                                 |                         |                          |                          |  |  |       |  |  | Enrico il Leone |  |  | Enrico X di Baviera |  |
|                                 |                         |                          |                          |  |  |       |  |  | Enrico il Leone |  |  | Enrico X di Baviera |  |
|                                 |                         | Gertrude di Sassonia     |                          |  |  |       |  |  | Enrico il Leone |  |  |                     |  |
| Guglielmo di Winchester         |                         |                          |                          |  |  |       |  |  | Enrico il Leone |  |  |                     |  |
|                                 |                         | Matilde d'Inghilterra    | Enrico II d'Inghilterra  |  |  |       |  |  |                 |  |  |                     |  |
|                                 |                         | Matilde d'Inghilterra    | Enrico II d'Inghilterra  |  |  |       |  |  |                 |  |  |                     |  |
|                                 |                         | Matilde d'Inghilterra    | Eleonora d'Aquitania     |  |  |       |  |  |                 |  |  |                     |  |
| Ottone I di Brunswick-Lüneburg  |                         | Matilde d'Inghilterra    |                          |  |  |       |  |  |                 |  |  |                     |  |
|                                 |                         | Valdemaro I di Danimarca | Canuto Lavard            |  |  |       |  |  |                 |  |  |                     |  |
|                                 |                         | Valdemaro I di Danimarca | Canuto Lavard            |  |  |       |  |  |                 |  |  |                     |  |
|                                 |                         | Valdemaro I di Danimarca | Ingeborg di Kiev         |  |  |       |  |  |                 |  |  |                     |  |
| Elena di Danimarca              |                         | Valdemaro I di Danimarca |                          |  |  |       |  |  |                 |  |  |                     |  |
|                                 |                         | Sofia di Minsk           | Volodar Glebovič di Kiev |  |  |       |  |  |                 |  |  |                     |  |
|                                 |                         | Sofia di Minsk           | Volodar Glebovič di Kiev |  |  |       |  |  |                 |  |  |                     |  |
|                                 |                         | Sofia di Minsk           | Richenza di Polonia      |  |  |       |  |  |                 |  |  |                     |  |
| Alberto I di Brunswick-Lüneburg |                         | Sofia di Minsk           |                          |  |  |       |  |  |                 |  |  |                     |  |
|                                 | Ottone I di Brandeburgo | Alberto I di Brandeburgo |                          |  |  |       |  |  |                 |  |  |                     |  |
|                                 | Ottone I di Brandeburgo | Alberto I di Brandeburgo |                          |  |  |       |  |  |                 |  |  |                     |  |
|                                 | Ottone I di Brandeburgo | Sofia di Winzenburg      |                          |  |  |       |  |  |                 |  |  |                     |  |
| Alberto II di Brandeburgo       | Ottone I di Brandeburgo |                          |                          |  |  |       |  |  |                 |  |  |                     |  |
|                                 |                         | Giuditta di Polonia      | Boleslao III di Polonia  |  |  |       |  |  |                 |  |  |                     |  |
|                                 |                         | Giuditta di Polonia      | Boleslao III di Polonia  |  |  |       |  |  |                 |  |  |                     |  |
|                                 |                         | Giuditta di Polonia      | Salomea di Berg          |  |  |       |  |  |                 |  |  |                     |  |
| Matilda del Brandeburgo         |                         | Giuditta di Polonia      |                          |  |  |       |  |  |                 |  |  |                     |  |
|                                 |                         | Corrado II di Lusazia    | Dedi III di Lusazia      |  |  |       |  |  |                 |  |  |                     |  |
|                                 |                         | Corrado II di Lusazia    | Dedi III di Lusazia      |  |  |       |  |  |                 |  |  |                     |  |
|                                 |                         | Corrado II di Lusazia    | Matilde di Heinsberg     |  |  |       |  |  |                 |  |  |                     |  |
| Matilda di Lusazia              |                         | Corrado II di Lusazia    |                          |  |  |       |  |  |                 |  |  |                     |  |
|                                 |                         | Elzbieta di Polonia      | Miecislao III di Polonia |  |  |       |  |  |                 |  |  |                     |  |
|                                 |                         | Elzbieta di Polonia      | Miecislao III di Polonia |  |  |       |  |  |                 |  |  |                     |  |
|                                 |                         | Elzbieta di Polonia      | …                        |  |  |       |  |  |                 |  |  |                     |  |
|                                 |                         | Elzbieta di Polonia      |                          |  |  |       |  |  |                 |  |  |                     |  |